# Festival de Cine de Cuenca
El Festival Internacional de Cine de Cuenca, "FICC", es el evento cinematográfico con más antigüedad en el Ecuador. Su primera edición se realizó en el año 2002, siendo su sede la ciudad de Cuenca. Este año el festival conmemora sus diecinueve años de existencia, con una edición híbrida que combinará la exhibición en una plataforma en línea, con exhibiciones en patios interiores, plazas y salas de la ciudad.
El festival ha tenido importantes huéspedes: Laurent Cantet, Goran Paskaljevick,Isaki LaCuesta, Benito Zambrano, Pablo Trapero, Raja Amari, Rogelio París, Román Chalbaud entre tantos y tantas destacadas personalidades del cine. El Festival de Cine de Cuenca "FICC" está regentado por la Corporación Ecuatoriana de Artes Cinematográficas CEACINE, y forma parte del Sistema Nacional de Festivales del Ministerio de Cultura del Ecuador. Además cuenta con el respaldo de varias entidades públicas como Municipalidad de Cuenca, Prefectura del Azuay; así como de importantes empresas del sector privado ecuatoriano. 
Sitio Web: www.ficc.ec 
EL FESTIVAL DE CUENCA 2021 ANUNCIA LOS FILMES DE SU SECCIÓN NUEVA SECCIÓN
Este año el Festival Internacional de Cine de Cuenca presenta por primera vez una sección dedicada al cine de Derechos Humanos. La sección FREE (HUMANIDAD) presentará películas que ofrecerán una mirada sobre diversas problemáticas vinculadas a la humanidad y nuestros días. 
Tres de los títulos problematizan la realidad de las mujeres en la sociedad contemporánea desde distintas perspectivas. Presentado en el Festival Hot Docs (Canadá) y premiado recientemente en el Festival de Málaga, el fime colombiano Biabu chupea, Un grito en el silencio (2020) de Priscila Padilla posa su mirada sobre una de las prácticas barbáricas que aún persisten en algunas tribus africanas y americanas: la ablación genital femenina.
En Femicidio. Un caso, múltiples luchas (Argentina – 2019) la realizadora Mara Ávila busca resignificar el hecho más traumático de su vida: el femicidio de María Elena Gómez, su propia madre. De esta manera denuncia en primera persona y poniendo el cuerpo un mal endémico de la sociedad muchas veces ignorado o escondiendo la violencia machista con el más tranquilizador término “crimen pasional”.
En el filme Tódalas mulleres que coñezo (España – 2018) la documentalista y artista visual gallega Xiana do Teixeiro ofrece la puesta en palabras de lo que es ser mujer en una cultura machista. Lo hace con un dispositivo innovador valiéndose de conversaciones triviales y escuchas interesados.
La ficción de esta sección será Para'i (Brasil – 2018) de Vinicius Toro, un trabajo realizado en el marco de la lucha del pueblo guaraní por sus tierras. Para’í cuenta la historia de Pará, una chica indígena que por casualidad encuentra un maíz tradicional guaraní multicolor al que nunca había visto antes. Esto la llevará a cuestionar su lugar en el mundo: ¿Por qué es diferente de sus compañeros de escuela?, ¿Por qué su padre va a la iglesia cristiana?, ¿Por qué viven en una aldea tan cerca de la ciudad?
Premiada en Guadalajara y el BAFICI, La asfixia (Guatemala, México, España – 2018) ópera prima de Ana Bustamante, indaga en los crímenes que se cometieron durante el conflicto armado interno en Guatemala. Más precisamente la detención y desaparición del padre de la realizadora en 1982 cuando Ana estaba en el vientre de su madre.
La propuesta nacional de esta sección es el mediometraje La Kurikinka, de Amanda Trujillo Ruano, trabajo que a partir de un mito kichwa andino propone una mirada sobre la cosmovisión andina y las culturas originarias.
El galardonado cineasta chileno Ricardo Carrasco presentará El sabio de la tribu (Chile – 2020), donde aborda la figura de Gastón Soublette, su vida y su obra como docente e intelectual de su época y como esta influyó en la nuestra.
Finalmente, el cortometraje Residentes (México – 2020) de la joven cineasta Yameli Gómez Jiménez aborda una de las temáticas más frecuentes tanto en nuestros días como en el siglo pasado: la migración. En este caso se enfoca en las familias separadas por la frontera entre México y los Estados Unidos.
En el año de su 19 aniversario el Festival Internacional de Cine de Cuenca se presentará de manera híbrida con proyecciones tanto en línea como en salas de cine y espacios públicos y culturales. Todo el público ecuatoriano podrá disfrutar gratuitamente del Festival durante el próximo mes de julio en la plataforma:
```
https://tv.festhome.com/ondemand
.
```

EL FESTIVAL DE CUENCA 2021 ANUNCIA LOS FILMES DE SU SECCIÓN DE TERROR
Este año la Zona Oscura del Festival Internacional de Cine de Cuenca hará foco en la compañía productora argentina-neozelandesa Black Mandala, una empresa encabezada por el productor argentino Nicolás Onetti y el neozelandés Michael Kraetzer que crece año a año, produciendo y distribuyendo filmes de género fantástico realizados en cuatro continentes.
El programa que podrán disfrutar todos los ecuatorianos a partir del próximo mes de julio incluye tres largometrajes: El juego de las cien velas (Argentina / Nueva Zelanda – 2020) es la más reciente entrega de películas antológicas con trabajos de diversos realizadores de distintos puntos del globo que incluye segmentos de distintos subgéneros dentro de la fantasía y el terror.
Otro filme de esta muestra es The Slaughterhouse Killer (Australia – 2020), un áspero slasher dirigido por Sam Curtain. El filme presentado en el Festival de Sídney se rodó en Tasmania y cuenta la historia de Box, un chico gigantesco que trabaja al matadero local y se reunirá con un hombre en libertad condicional en el comienzo de una sangrienta amistad.
La zona oscura se completa con Les animaux anonymes (Francia – 2020) de Baptiste Rouveure. En esta fábula distópica presentada en el festival de Sitges (la meca del cine fantástico) el equilibrio de poder entre el hombre y el animal se invierte. Así animales antropomórficos cazan al humano en una cinta trepidante que a la vez cuestiona el lugar de los animales en nuestra sociedad.
PROYECCIÓN ESPECIAL
El FICC proyectará otro filme de género fantástico: Luz, la flor del mal (Colombia – 2019), de Juan Diego Escobar Alzate. Esta cinta que compitió en la sección principal de Sitges está ambientada en una comunidad aislada, perdida entre las montañas, a donde llega un predicador conocido como El Señor, un presunto nuevo Mesías. Pero con su llegada los males comienzan a aparecer tanto en la aldea como en la casa del propio predicador, ya que sus hijas comenzarán a cuestionar sus creencias.
En el año de su 19 aniversario el Festival Internacional de Cine de Cuenca se presentará de manera híbrida, con proyecciones virtuales vía en línea y presenciales en los cines y espacios culturales de Cuenca. Todo el público ecuatoriano podrá disfrutar gratuitamente del Festival a través de la plataforma:
https://tv.festhome.com/ondemand.
- Datos: Q5861186